# Јездимир
Јездимир је српско име. Састоји се од две речи: јездити (јахати) и мир (мир, или у другим контекстима свет). Може се односити на следеће особе:
- Јездимир Дангић (1897–1947), четнички командант босанских Срба
- Јездимир Богдански (1930–2007), југословенски партизан
- Јездимир Васиљевић (1948), бизнисмен